# Non siamo soli (film)
Non siamo soli (We Are Not Alone) è un film del 1939 diretto da Edmund Goulding.

## Trama
Il dottor Newcome vive in un piccolo paese dell'Inghilterra insieme alla moglie, una donna mediocre, e al figlio che soffre di problemi nervosi. Quando viene chiamato a curare una giovane austriaca che aveva tentato il suicidio si invaghisce di lei e la assume come governante. Tuttavia non passa molto perché i pettegolezzi si diffondano, la ragazza si trasferisce nuovamente, pur continuando la relazione con l'amante e il figlio del dottore va a vivere da uno zio. Un giorno il ragazzo va a prendere un gioco che la madre gli aveva tolto ed accidentalmente rompe un boccetto di pillole che mette dentro quella che contiene gli analgesici della madre, poco dopo la donna viene trovata morta. Intanto è scoppiata la guerra e il medico prova a portare l'amante al treno perché possa tentare di tornare in Austria, ma vengono arrestati per omicidio. Il ragazzo è l'unico a sapere la verità, ma non dice nulla ed entrambi vengono condannati all'impiccagione.